# Alticor
Alticor — основанная в 2000 году американская холдинговая компания, контролирующая ряд компаний, в том числе разрабатывающих, производящих косметику, товары бытовой химии, биоактивные добавки к пище, витамины и реализующих их через «Независимые предприниматели Amway» по схеме прямых продаж методом многоуровневого маркетинга.
Имеет филиалы более чем в 80 странах мира. Штаб-квартира — в городе Эйда (штат Мичиган, США).

## Собственники и руководство
Компания принадлежит семьям Девос и Ван Андел (Alticor — частная компания). Президент — Даг Девос, сын сооснователя Amway Ричарда М. Девоса.

## Деятельность
Alticor контролирует компании:
- Amway Corp. основана в 1959 году, по заявлению Alticor она является «мировым лидером в прямых продажах»[6]).
- Amway Global (основана в 1999 году, до 1 января 2009 года называлась Quixtar Inc.) североамериканская веб-компания ведения бизнеса, предлагаемого Amway в США и Канаде.
- Access Business Group LLC — разработчик и производитель продукции, а также поставщик логистических услуг для Amway, Amway Global и других компаний.
- Alticor Corporate Enterprise — управляет не занимающимися прямыми продажами компаниями[7][аффилированный источник?]:
  - Amway Hotels Corp. — владеет и управляет рядом отелей: Amway Grand Plaza Hotel, JW Marriott Grand Rapids и Courtyard by Marriott — Downtown Grand Rapids.
  - Gurwitch Products — разрабатывает и продаёт косметику класса «премиум» под марками Laura Mercier and ReVive.
  - Interleukin Genetics
  - Fulton Innovation

Совокупная выручка Alticor в 2005 году составила $6,4 млрд, из которых 80 % пришлось на продажи за пределами США. Показатель чистой прибыли не раскрывается.
| Год  | Товарооборот, млрд долл. | Рейтинг среди частных компаний США | Численность персонала |
| ---- | ------------------------ | ---------------------------------- | --------------------- |
| 2001 | 3,525                    | 41                                 | 10 500                |
| 2002 | 4,185                    | 27                                 | 10 000                |
| 2003 | 4,9                      | 25                                 | 11 500                |
| 2004 | 6,2                      | 19                                 | 13 000                |
| 2005 | 6.4                      | 25                                 | 13 000                |
| 2006 | 7.29                     | 27                                 | 13 000                |
| 2007 | 6.3                      | 43                                 | 13 000                |
| 2008 | 7.1                      | 44                                 | 13 000                |
| 2009 | 8.2                      | 39                                 | 13 000                |
| 2010 | 8.4                      | 32                                 | 13 000                |